# Jochen Rindt
Karl Jochen Rindt (* 18. April 1942 in Mainz; † 5. September 1970 in Monza) war ein Automobilrennfahrer, Formel-1-Weltmeister und mehrfacher Grand-Prix-Sieger. Als Waise mit deutscher Staatsangehörigkeit wuchs er bei seinen Großeltern in Graz auf und startete als Rennfahrer ausschließlich für Österreich. 1970, beim Training zum Großen Preis von Italien im Autodromo Nazionale Monza, verunglückte Rindt tödlich. Sein Punktevorsprung in dieser Saison genügte, um als bis heute einziger Fahrer postum Formel-1-Weltmeister zu werden.

## Leben

### Herkunft
Rindt war der Sohn eines Deutschen und einer Österreicherin und hatte die deutsche Staatsangehörigkeit (Österreich wurde 1938 dem Deutschen Reich angeschlossen). Seine Eltern, die in Mainz-Neustadt eine Gewürzmühle (Klein & Rindt) besaßen, starben im Sommer 1943 bei einem Luftangriff während der Operation Gomorrha in Hamburg. Rindt wurde daraufhin zu seinen Großeltern nach Graz gebracht, wo er aufwuchs und frühzeitig mit dem Motorsport begann.
Auf Betreiben seines Großvaters, eines Rechtsanwalts, behielt er die deutsche Staatsbürgerschaft. Rindt fuhr jedoch mit einer österreichischen Rennlizenz – daher wird er meist als Österreicher betrachtet. Auch seinerzeitige offizielle Dokumente der FIA weisen ihn als Österreicher aus. Erst später fügte die FIA ihrem Reglement einen immer noch gültigen Passus bei, dem zufolge Teilnehmer an Weltmeisterschaften als Bürger der Nation anzusehen und zu ehren sind, deren Nationalität sie haben. Seinen Wohnsitz hatte Rindt zuletzt am Genfersee in der Schweiz.
In seiner Jugend besuchte Rindt mit seinem langjährigen Freund Helmut Marko die Privatmittelschule Bad Aussee.

### Beginn der Rennsportkarriere

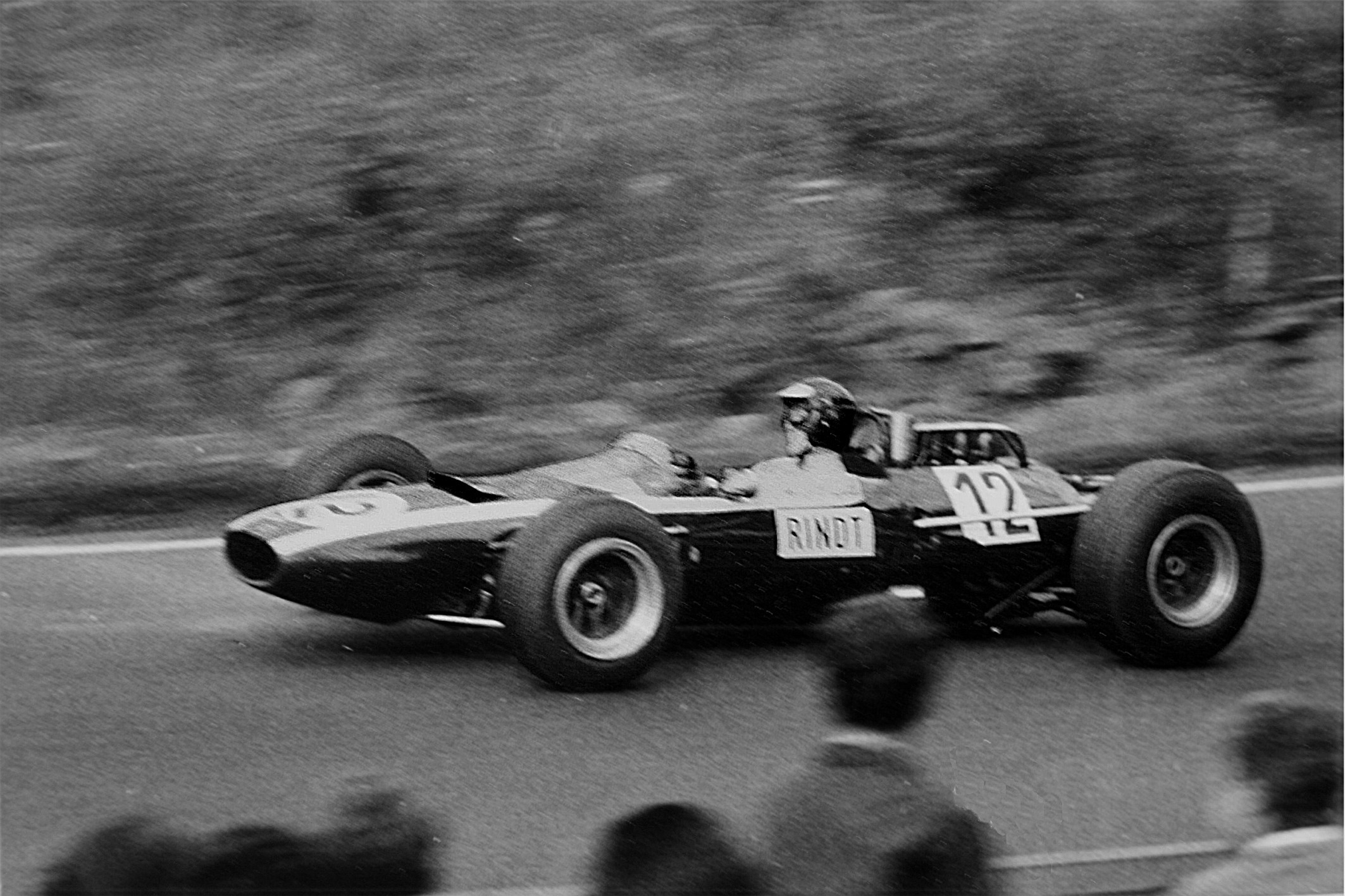
Jochen Rindt im Cooper Climax beim GP von Deutschland 1965

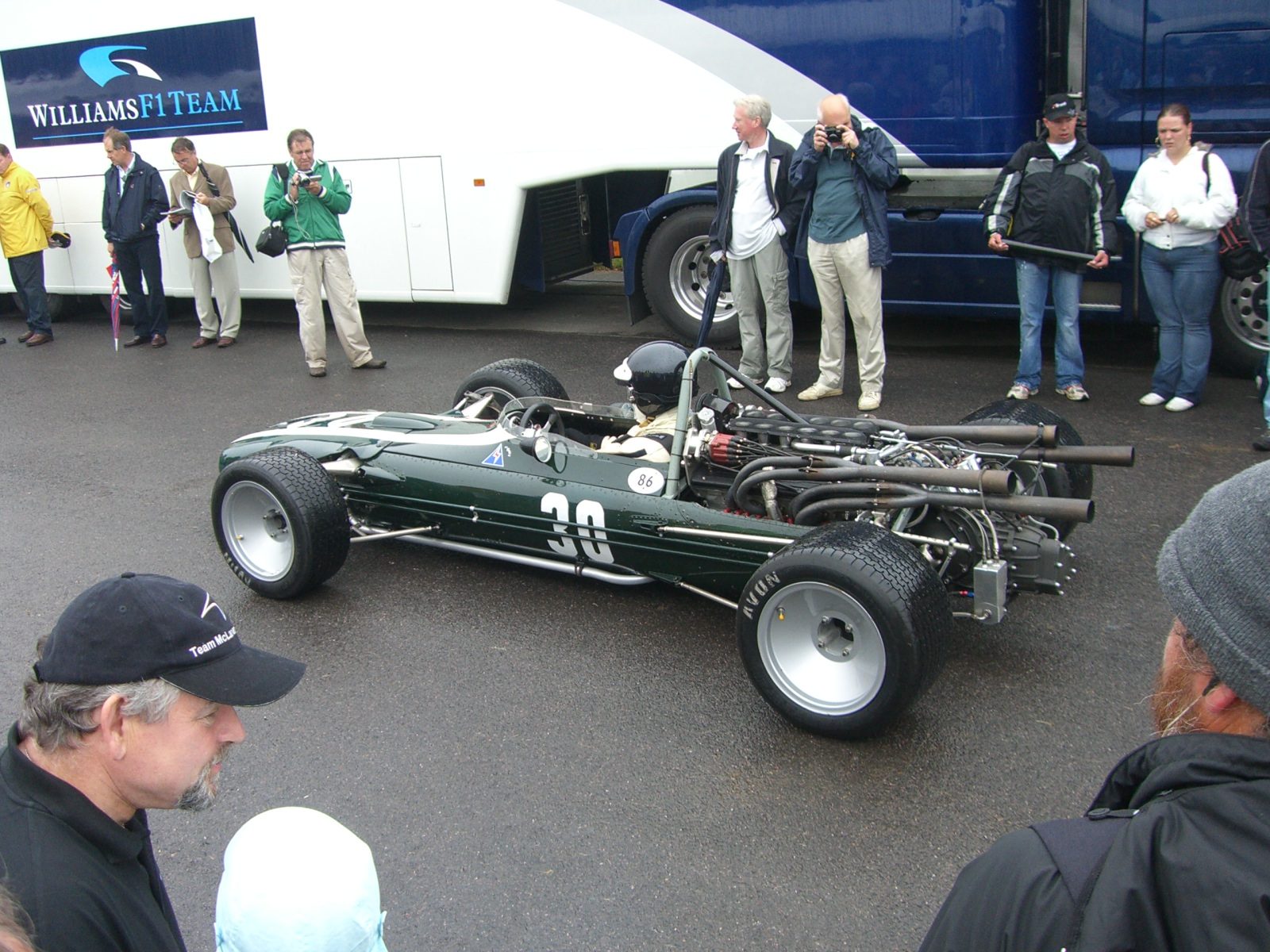
Cooper T86-Maserati, 1967 von Jochen Rindt gefahren

Nach dem Abschluss der Schule trat er in das Importgeschäft der Familie ein, doch sein Interesse galt dem Motorsport. Seine Karriere begann 1961 auf der Rennstrecke Innsbruck-Kranebitten mit einem privaten Simca. Dort fuhr er auch einen wenig konkurrenzfähigen Formel-Junior-Cooper vom Team Ecurie Vienne; 1963 erreichte er den 19. Platz. Wegen seiner guten Leistungen wurde Ford Österreich auf ihn aufmerksam. Ford unterstützte ihn 1964 mit einem Formel-2-Brabham-Cosworth. Bei zwei Rennen in England war er erfolgreich: Er wurde Dritter in Mallory Park und gewann das Rennen auf dem Crystal Palace Circuit in London gegen den damaligen Weltmeister Graham Hill.
Seine Leistungen brachten ihm 1965 einen Platz im Formel-1-Team von Cooper ein – als Teamkollege von Bruce McLaren. Die Cooper waren nicht besonders leistungsstark, doch Rindt holte den vierten Platz beim Großen Preis von Deutschland und wurde Sechster beim Großen Preis der USA.
In dieser Zeit besserten Formel-1-Fahrer ihr Einkommen auf, indem sie zusätzlich auch in der Formel 2 antraten, wo sie jedoch nicht für die Meisterschaft gewertet wurden. Rindt begann nun eine längere Verbindung mit dem privaten Brabham-Team von Roy Winkelmann. Er gewann in Reims und wurde jeweils Dritter in Pau und Vallelunga. In Österreich war Rindt bereits zu der Zeit ein gefeierter Fahrer, erst recht, als er auch noch den Prix Du Tyrol bei Innsbruck in einem Abarth 2000 gewann.
1964 teilte sich Rindt einen Porsche mit Jo Bonnier beim 1000-km-Rennen auf dem Nürburgring auf der Nordschleife und wurde Dritter. Er gewann das 24-Stunden-Rennen von Le Mans 1965 auf einem von NART eingesetzten Ferrari 250LM zusammen mit Masten Gregory, nachdem die Werks-Ford und -Ferrari ausgefallen waren.
Bruce McLaren verließ Cooper am Ende des Jahres, um für die neue Dreiliter-Formel ein eigenes Fahrzeug zu bauen. Rindt wurde die Nummer eins bei Cooper, bis John Surtees von Ferrari zu Cooper kam. Die Cooper-Maserati waren schwer, aber im Vergleich zu den noch nicht weit entwickelten neuen Motoren der Konkurrenz leistungsstark. Rindt wurde Zweiter in Spa-Francorchamps, Zweiter beim Großen Preis der USA, Dritter in Deutschland, Vierter in Frankreich und Italien sowie Fünfter beim Grand Prix von Großbritannien.
Zu jener Zeit beherrschte der Brabham-Honda die Formel 2, doch Rindt gewann das Eifelrennen auf dem Nürburgring und das letzte Rennen der 1,5-Liter-Kategorie in Brands Hatch und schlug dabei auch Jack Brabham.

### Familiäre Veränderung und Teamwechsel
Im März 1967 heiratete Rindt die Finnin Nina Lincoln, am 7. August 1968 wurde ihre gemeinsame Tochter Natascha geboren.
1967 konnte Rindt nur zwei vierte Plätze erringen, je einen beim belgischen und beim italienischen Grand Prix. Dennoch etablierte er sich an der Spitze der Formel 2 und holte mit seinem Winkelmann Brabham neun Siege. Sein Ruf als furchtloser Pilot wurde bestätigt, als er in Indianapolis verunglückte, aus dem brennenden Wagen stieg und sein Puls bei der nachfolgenden medizinischen Untersuchung völlig ruhig blieb.
Zur Saison 1968 wechselte er in den Formel-1-Rennstall von Jack Brabham, der in den beiden vorangegangenen Jahren jeweils das Weltmeisterfahrzeug für sich bzw. Denis Hulme gebaut hatte. Die Weiterentwicklung des bis dahin zuverlässigen Repco-V8-Motors konnte jedoch nicht überzeugen, vor allem weil die Konkurrenz über den neuen und überlegenen Ford-Cosworth-Motor verfügte, der die Formel 1 in den nächsten 15 Jahren dominieren sollte. Zudem wurde mit neuen Spoilern und Flügeln experimentiert, wodurch sich die Kräfteverhältnisse von Rennen zu Rennen änderten.

### Jochen Rindt bei Lotus

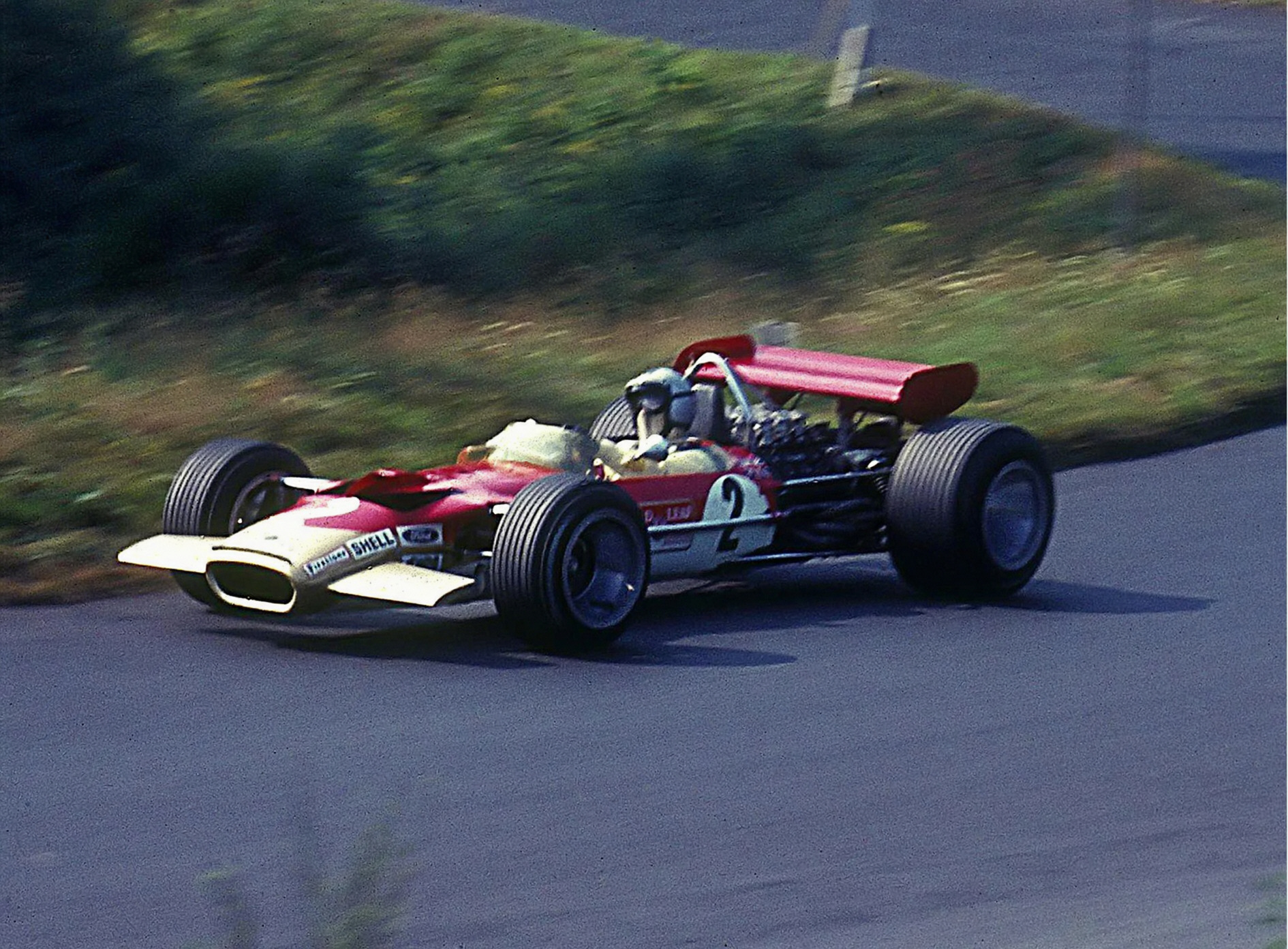
Jochen Rindt 1969 im Lotus 49B beim Training auf dem Nürburgring

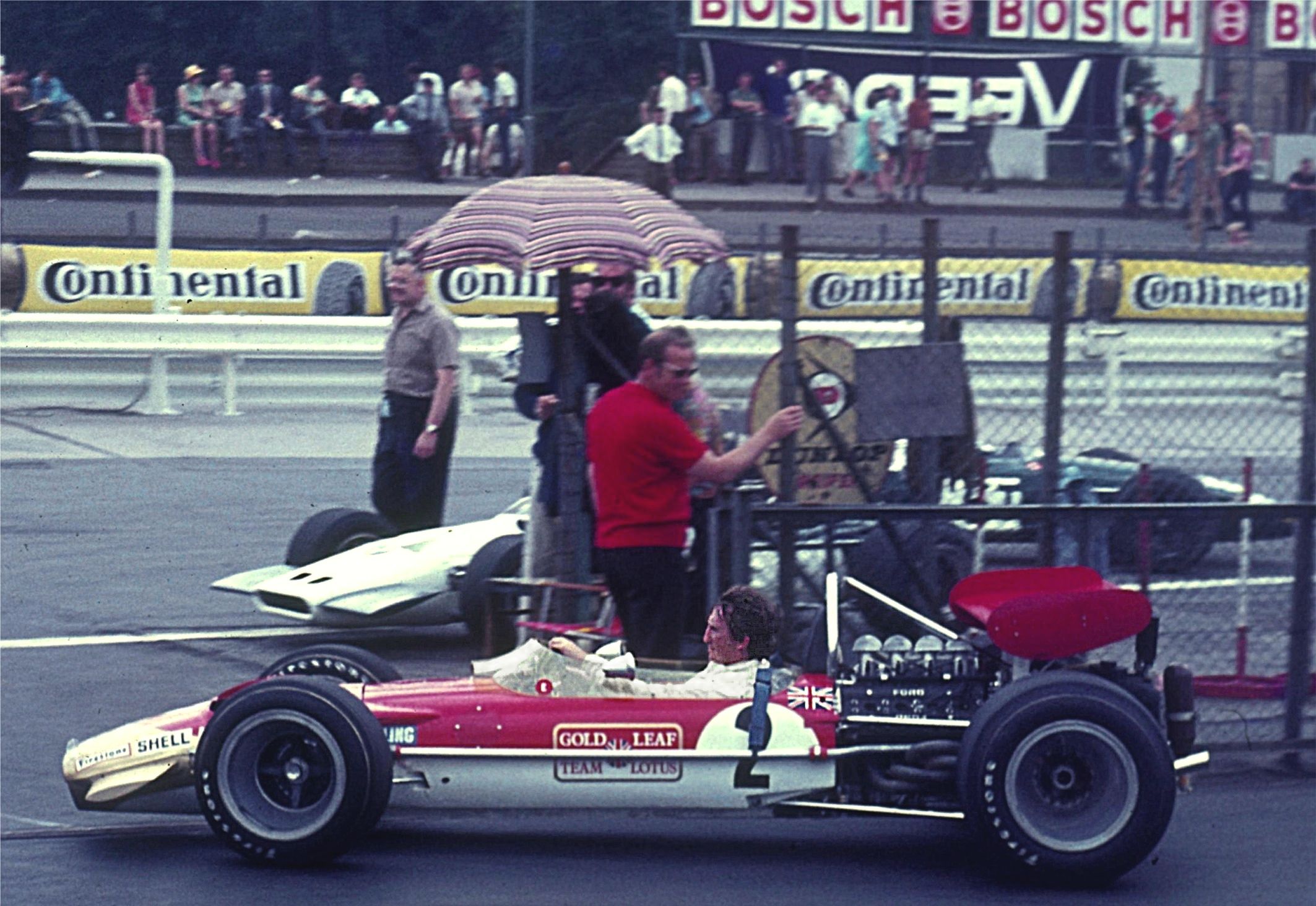
Jochen Rindt an der Einfahrt zur Box

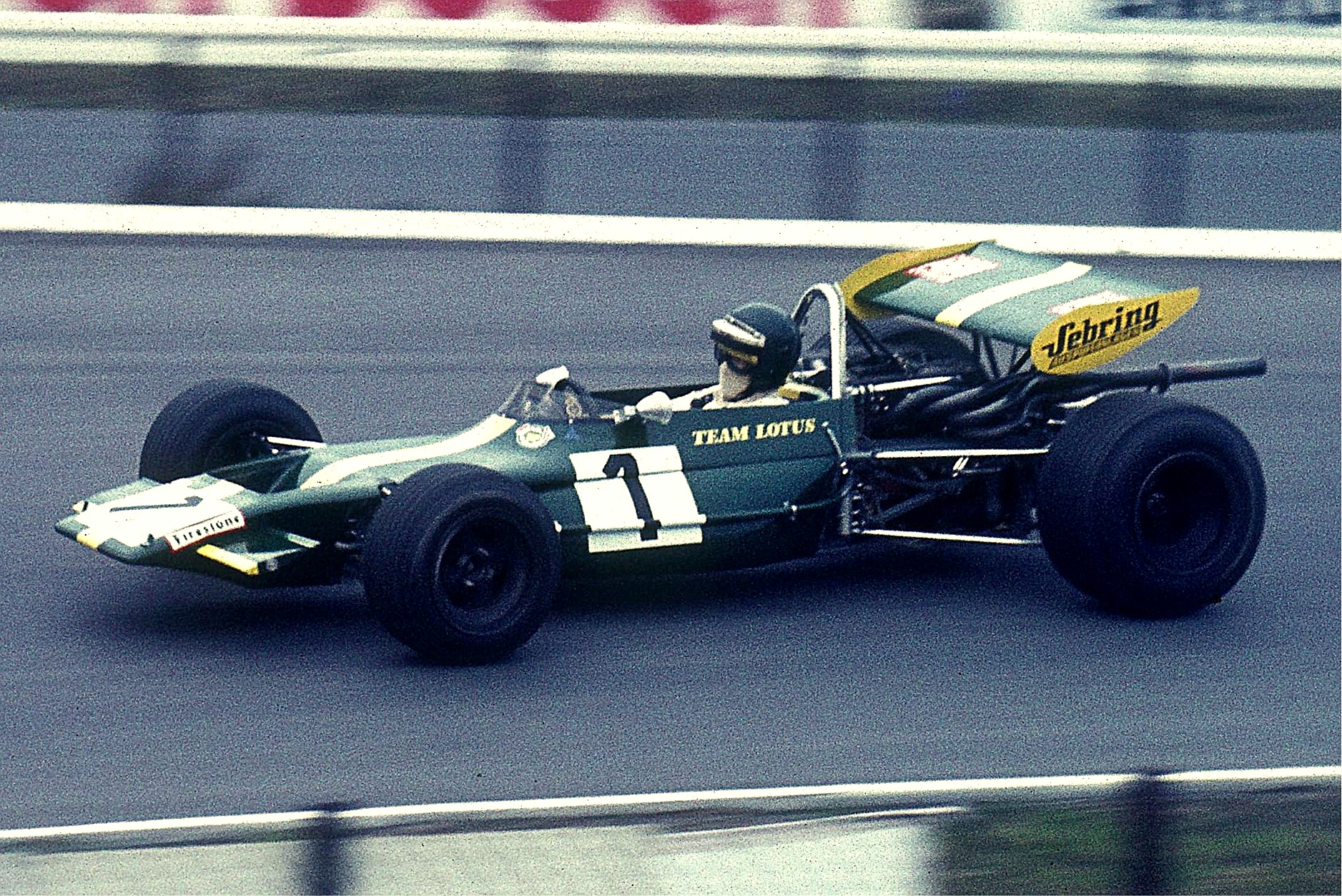
Rindt 1970 im Lotus Formel 2

Nach der Saison 1968 wechselte Rindt zum Team Lotus, das vom Gründer, dem Konstrukteur Colin Chapman, geführt wurde. Lotus war sowohl Titelverteidiger der Konstrukteurswertung als auch Weltmeister mit Graham Hill. Die Saison 1969 verlief jedoch weniger erfolgreich. Beim spanischen Grand Prix in Barcelona verunglückten Hill und Rindt mit ihren Lotus 49, weil die hochbeinigen Heckflügel-Konstruktionen brachen. Rindt zog sich eine Fraktur des Nasenbeins und eine Gehirnerschütterung zu. Er erholte sich zwar schnell von diesem Vorfall, hatte aber mit Seh- und Gleichgewichtsproblemen zu kämpfen. Während seiner Genesung forderte er in einem offenen Brief an die Presse das Verbot von Flügeln an den Fahrzeugen, weil sie eine Gefahr für Fahrer und Zuschauer darstellten.
Nach der Genesung fand er schnell zu seiner alten Form zurück und lieferte sich Zweikämpfe mit seinem Freund Jackie Stewart, der in dem Jahr Weltmeister wurde. Am Saisonende errang Rindt in Watkins Glen seinen ersten Sieg in einem Formel-1-Weltmeisterschaftslauf. Das Rennen wurde von einem schweren Unfall seines Teamkollegen Graham Hill überschattet, der sich dabei beide Beine brach. Rindt wurde so zur neuen Nummer eins im Lotus-Team für die Saison 1970.
Nach Experimenten mit Allradantrieb (der zweite Platz unter Jochen Rindt beim nicht zur Formel-1-Weltmeisterschaft zählenden Oulton Park Gold Cup Race 1969 war der größte Erfolg für den 4WD Lotus 63) und Gasturbinen 1969 ging Lotus 1970 mit dem keilförmigen Lotus 72 an den Start. Rindt griff auf das Modell 49 aus dem Jahr 1969 zurück und siegte in Monaco, nachdem der führende Jack Brabham in der letzten Kurve (Gasometer) beim Überrunden von Piers Courage in die Strohballen gerutscht war. Beim Grand Prix von Großbritannien in Brands Hatch siegte Rindt erneut. Dem führenden Brabham ging das Benzin aus und Rindt konnte auf den letzten Metern noch vorbeiziehen.
Beim Großen Preis der Niederlande errang Rindt den Sieg im inzwischen weiterentwickelten Lotus 72. Der Sieg war von einem Unfall überschattet, bei dem sein Freund Piers Courage im Fahrzeug verbrannte. Die Formel-1-Fahrer beschlossen daraufhin, für den Großen Preis von Deutschland, der auf dem Nürburgring stattfinden sollte, verbesserte Sicherheitsmaßnahmen zu fordern bzw. ihn wegen der für unmöglich gehaltenen Umsetzung zu boykottieren. Rindt gewann die Rennen in Frankreich und Deutschland, letzteres war nun nach Hockenheim verlegt worden, seiner Heimstrecke. Den Großen Preis von Österreich auf dem Österreichring gewann Jacky Ickx auf Ferrari. Am 30. August 1970, sechs Tage vor seinem Tod, fuhr Jochen Rindt sein letztes Rennen, einen Formel-2-Lauf in Österreich auf dem Salzburgring.

### Monza 1970
Das Abschlusstraining für den Großen Preis von Italien in Monza fand am 5. September 1970 statt. Rindt überholte in voller Geschwindigkeit Denis Hulme, als er im Bremsbereich vor der Parabolica-Kurve herunterschaltete. In diesem Augenblick brach höchstwahrscheinlich die vordere rechte Bremswelle an seinem Lotus 72. Der Wagen prallte links in die Leitplanken, drehte sich einige Male und touchierte noch mehrmals die Begrenzung, ehe er etwa fünf Meter neben der Leitplanke liegen blieb. Der Lotus war auseinandergebrochen, und Rindts Beine ragten ins Freie. Jochen Rindt wurde sofort in die streckeneigene Unfallstation gebracht und anschließend in die Mailänder Universitätsklinik überführt; offiziellen Aussagen zufolge starb er noch im Rettungswagen. Sein Freund Jackie Stewart äußerte jedoch in einem Interview, dass Rindt bereits vor dem Transport tot war. Ärztlichen Angaben zufolge waren für den Tod eine zerrissene Luftröhre und ein eingedrückter Brustkorb verantwortlich.
Die tödlichen Verletzungen habe er sich vor allem deswegen zugezogen, weil er den neuen Sicherheitsgurt aus Angst vor einem der damals häufigen Feuerunfälle nicht korrekt angelegt habe und infolgedessen bei dem heftigen Aufprall durch die Gurte gerutscht sei.
Das Ereignis löste in der Rennsportwelt große Betroffenheit aus, ähnlich wie der Tod von Jim Clark zwei Jahre vorher oder 1994 der Tod von Ayrton Senna.

### Postum Weltmeister

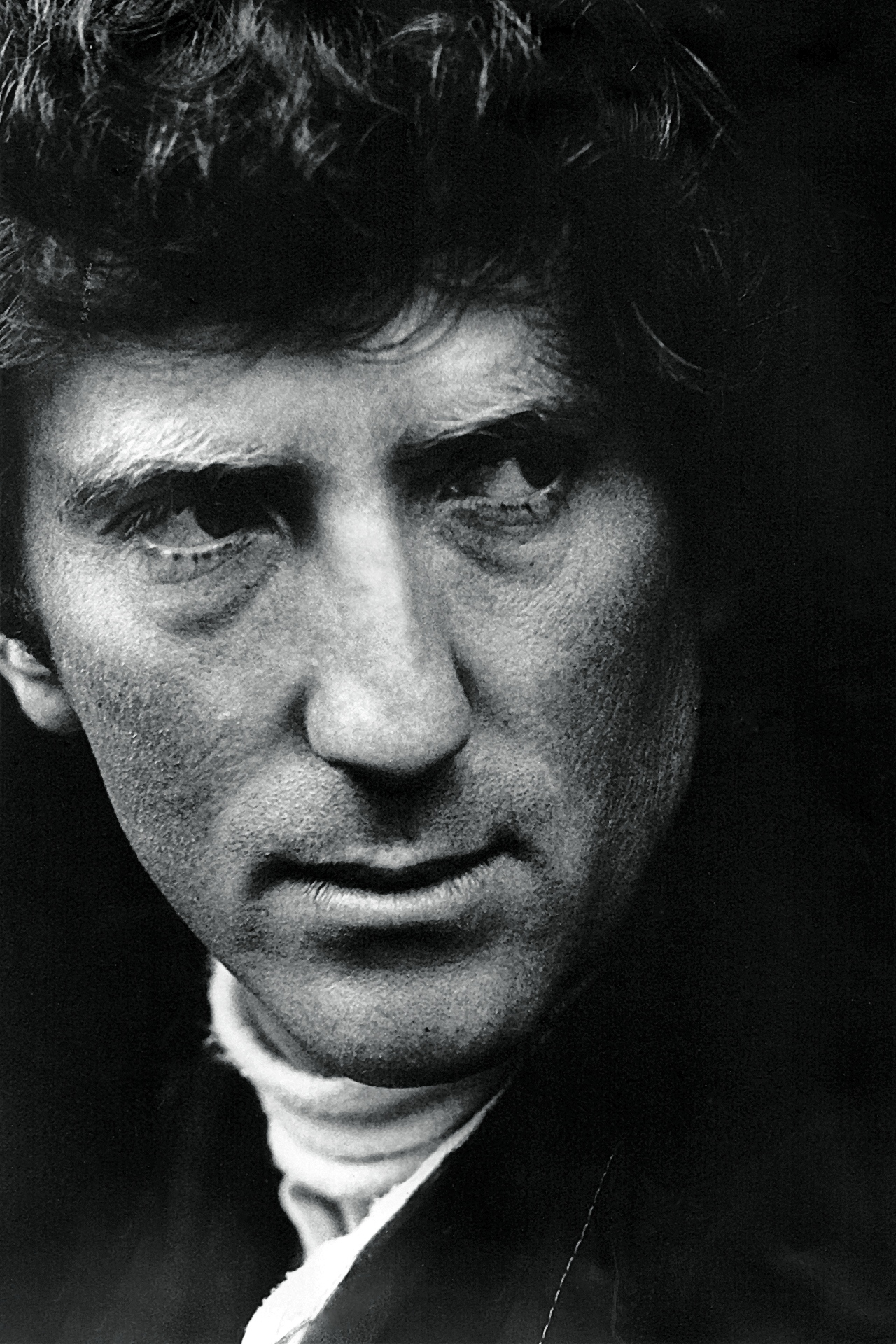
Jochen Rindt (1969)

Rindt hatte durch seine fünf Siege 45 Punkte gesammelt. Einschließlich Monza fanden noch vier Rennen statt, in denen bis zu 36 Punkte erzielt werden konnten, so dass jene acht Fahrer, die nach dem Großen Preis von Österreich mindestens 10 Punkte hatten, noch Chancen auf den Weltmeistertitel hatten. Nach dem Großen Preis von Italien waren noch fünf Kandidaten verblieben, wovon der im Rennen zweitplatzierte Jackie Stewart und der ausgefallene Jack Brabham mit 25 Punkten die besten Aussichten hatten, da ihnen jeweils ein Sieg und zwei zweite Plätze gereicht hätten, um mit 46 Punkten Rindt zu übertreffen. Denis Hulme mit 23 und Monza-Sieger Clay Regazzoni mit 21 Punkten hätten mindestens zwei Siege und Podiumsplatzierungen benötigt, und der ebenfalls ausgefallene Jacky Ickx mit 19 Punkten hätte alle drei verbliebenen Rennen gewinnen müssen. In Kanada kam es zu einem Ferrari-Doppelsieg durch Ickx vor Regazzoni. Somit konnte nur noch Ickx durch zwei Siege Rindt überholen, sein Teamkollege Regazzoni hätte maximal noch Punktegleichstand und damit den zweiten Platz in der WM-Wertung erzielen können.
Beim vorletzten Rennen, dem Großen Preis der USA, stand Ickx auf der ersten Startposition, aber zur Rennmitte verlor er durch eine defekte Benzinleitung eine Runde, womit die Fahrer-WM zugunsten Rindts entschieden war. Es gewann Rindts Teamkollege, der Brasilianer Emerson Fittipaldi im Lotus 72, womit er Lotus auch die Konstrukteursweltmeisterschaft sicherte. Jacky Ickx wurde hinter dem zweiten Lotus-Fahrer Reine Wisell Vierter; er siegte im letzten Rennen in Mexiko erneut vor Regazzoni.
Jochen Rindt ist der einzige Weltmeister der Formel 1, dem der Titel postum zugesprochen wurde. Den Weltmeisterpokal nahm seine Witwe Nina entgegen.
Insgesamt fuhr Rindt sechzig Formel-1-Grand-Prix-Rennen und gewann davon sechs, fünf allein in der Saison 1970. Obwohl er erst 1969 den ersten Formel-1-Sieg erzielen konnte, war er doch jahrelang in der Formel 2 – auch gegen andere Formel-1-Piloten – sehr erfolgreich und galt aufgrund seiner zahlreichen Siege als „König“ dieser Formelsport-Klasse.

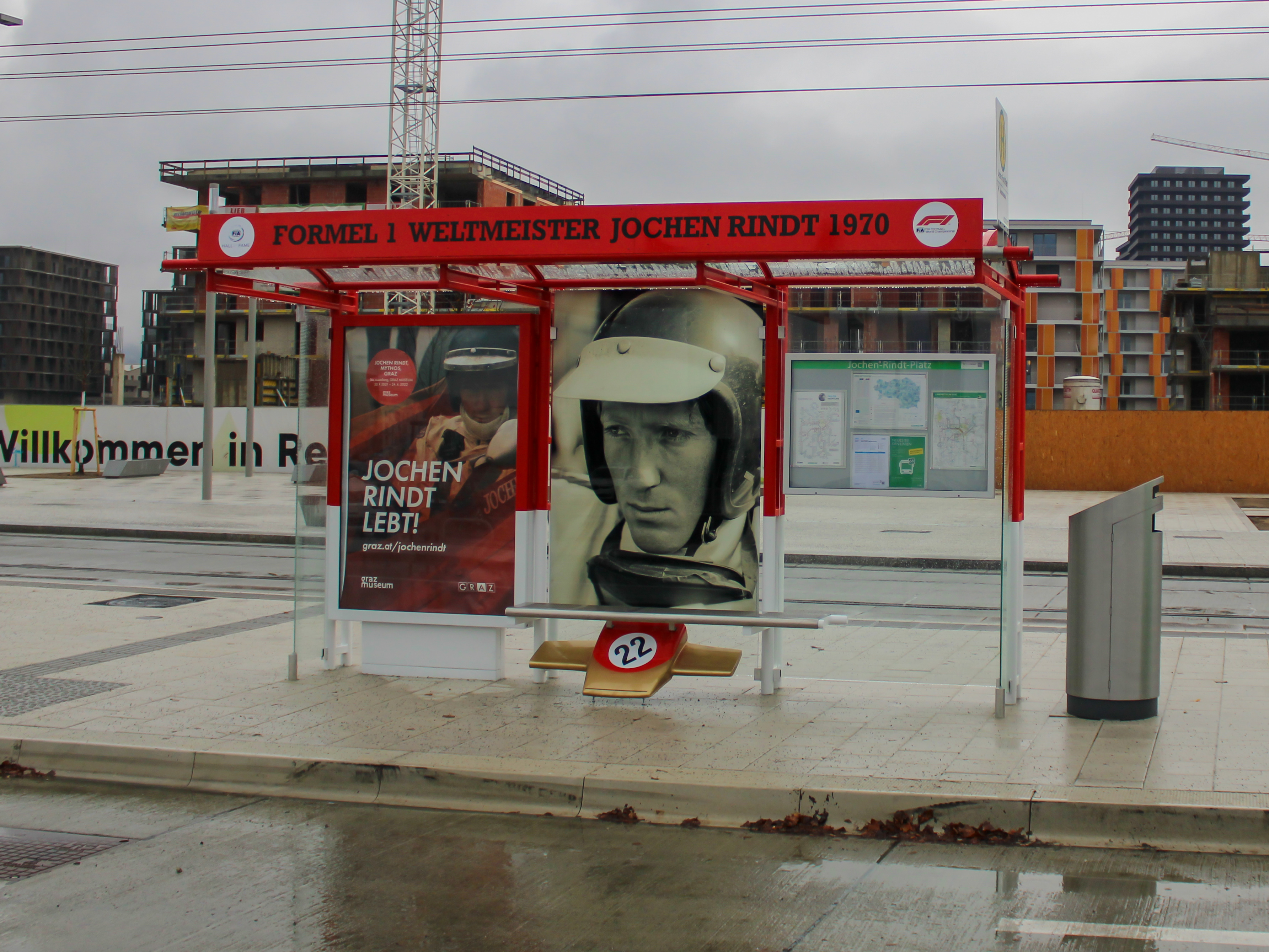
Gestaltung der Haltestellen am Grazer Jochen-Rindt-Platz.

## Sonstiges
- 1965 organisierte Jochen Rindt im Wiener Messepalast, der später zum MuseumsQuartier wurde, die erste Jochen-Rindt-Show, die auch noch nach seinem Tod bis 1975 von seiner Frau Nina weitergeführt wurde. Später sollte sie von seinem Nachfolger Niki Lauda als Niki-Lauda-Show weitergeführt werden. Zeitweilig (1970–1977) wurde auch die bis heute jährlich stattfindende Essen Motor Show der Messe Essen als Jochen-Rindt-Show bezeichnet.
- Seine Witwe Nina war 1979–1999 in dritter Ehe mit Alexander Hood, 4. Viscount Bridport verheiratet.
- Der Brite Bernie Ecclestone, der seit den 1970er Jahren bis Anfang 2017 die Formel 1 kontrollierte, war ein enger Freund und zeitweise sein Manager.
- Udo Jürgens’ Lied „Der Champion“[8] ist eine Hommage an Jochen Rindt. Der Rennfahrer wird auf dem 1979 erschienenen Werk jedoch nicht namentlich erwähnt.
- Rindts Grab befindet sich auf dem Zentralfriedhof Graz neben dem Grab des Schauspielers Rudolf Carl.
- 1982 wurde in Wien-Liesing die Jochen-Rindt-Straße nach ihm benannt.
- In Graz-Reininghaus wurde 2021 zu seinem 50. Todestag der Jochen-Rindt-Platz nach ihm benannt und teilweise gestaltet.[9]

## Statistik

### Statistik in der Automobil-Weltmeisterschaft
Diese Statistik umfasst alle Teilnahmen des Fahrers an der Automobilweltmeisterschaft, die heutzutage als Formel-1-Weltmeisterschaft bezeichnet wird.

#### Grand-Prix-Siege
| - 1969 Großer Preis der USA (Watkins Glen) - 1970 Großer Preis von Monaco (Monte Carlo) - 1970 Großer Preis der Niederlande (Zandvoort) | - 1970 Großer Preis von Frankreich (Clermont-Ferrand) - 1970 Großer Preis von Großbritannien (Brands Hatch) - 1970 Großer Preis von Deutschland (Hockenheim) |

#### Gesamtübersicht
| Saison | Team                        | Chassis      | Motor                | Rennen | Siege | Zweiter | Dritter | Poles | schn. Rennrunden | Punkte    | WM-Pos. |
| ------ | --------------------------- | ------------ | -------------------- | ------ | ----- | ------- | ------- | ----- | ---------------- | --------- | ------- |
| 1964   | Rob Walker Racing Team      | Brabham BT11 | BRM 1.5 V8           | 1      | −     | −       | −       | −     | −                | −         | −       |
| 1965   | Cooper Car Company          | Cooper T73   | Climax 1.5 V8        | 1      | −     | −       | −       | −     | −                | 4         | 13.     |
| 1965   | Cooper Car Company          | Cooper T77   | Climax 1.5 V8        | 8      | −     | −       | −       | −     | −                | 4         | 13.     |
| 1966   | Cooper Car Company          | Cooper T81   | Maserati 3.0 V12     | 9      | −     | 2       | 1       | −     | −                | 22 (24)   | 3.      |
| 1967   | Cooper Car Company          | Cooper T81   | Climax 1.5 V8        | 3      | −     | −       | −       | −     | −                | 6         | 13.     |
| 1967   | Cooper Car Company          | Cooper T81B  | Climax 1.5 V8        | 4      | −     | −       | −       | −     | −                | 6         | 13.     |
| 1967   | Cooper Car Company          | Cooper T86   | Climax 1.5 V8        | 3      | −     | −       | −       | −     | −                | 6         | 13.     |
| 1968   | Brabham Racing Organisation | Brabham BT24 | Repco 3.0 V8         | 3      | −     | −       | 1       | −     | −                | 8         | 12.     |
| 1968   | Brabham Racing Organisation | Brabham BT26 | Repco 3.0 V8         | 9      | −     | −       | 1       | 2     | −                | 8         | 12.     |
| 1969   | Gold Leaf Team Lotus        | Lotus 49B    | Ford-Cosworth 3.0 V8 | 10     | 1     | 1       | 1       | 5     | 2                | 22        | 4.      |
| 1970   | Gold Leaf Team Lotus        | Lotus 49C    | Ford-Cosworth 3.0 V8 | 3      | 1     | −       | −       | −     | 1                | 45        | 1.      |
| 1970   | Gold Leaf Team Lotus        | Lotus 72     | Ford-Cosworth 3.0 V8 | 1      | −     | −       | −       | −     | −                | 45        | 1.      |
| 1970   | Gold Leaf Team Lotus        | Lotus 72C    | Ford-Cosworth 3.0 V8 | 5      | 4     | −       | −       | 3     | −                | 45        | 1.      |
| Gesamt | Gesamt                      | Gesamt       | Gesamt               | 60     | 6     | 3       | 4       | 10    | 3                | 107 (109) |         |

#### Einzelergebnisse
| Saison | 1   | 2   | 3   | 4   | 5   | 6   | 7   | 8   | 9   | 10  | 11  | 12 | 13 |
| ------ | --- | --- | --- | --- | --- | --- | --- | --- | --- | --- | --- | -- | -- |
| 1964   |     |     |     |     |     |     |     |     |     |     |     |    |    |
|        |     |     |     |     |     | DNF |     |     |     |     |     |    |    |
| 1965   |     |     |     |     |     |     |     |     |     |     |     |    |    |
| DNF    | DNQ | 11  | DNF | 14* | DNF | 4   | 8   | 6   | DNF |     |     |    |    |
| 1966   |     |     |     |     |     |     |     |     |     |     |     |    |    |
| DNF    | 2   | 4   | 5   | DNF | 3   | 4   | 2   | DNF |     |     |     |    |    |
| 1967   |     |     |     |     |     |     |     |     |     |     |     |    |    |
| DNF    | DNF | DNF | 4   | DNF | DNF | DNF | DNF | 4   | DNF |     |     |    |    |
| 1968   |     |     |     |     |     |     |     |     |     |     |     |    |    |
| 3      | DNF | DNF | DNF | DNF | DNF | DNF | 3   | DNF | DNF | DNF | DNF |    |    |
| 1969   |     |     |     |     |     |     |     |     |     |     |     |    |    |
| DNF    | DNF |     | DNF | DNF | 4   | DNF | 2   | 3   | 1   | DNF |     |    |    |
| 1970   |     |     |     |     |     |     |     |     |     |     |     |    |    |
| 13*    | DNF | 1   | DNF | 1   | 1   | 1   | 1   | DNF | DNS |     |     |    |    |

| Legende  | Legende            | Legende                                                          |
| Farbe    | Abkürzung          | Bedeutung                                                        |
| -------- | ------------------ | ---------------------------------------------------------------- |
| Gold     | –                  | Sieg                                                             |
| Silber   | –                  | 2. Platz                                                         |
| Bronze   | –                  | 3. Platz                                                         |
| Grün     | –                  | Platzierung in den Punkten                                       |
| Blau     | –                  | Klassifiziert außerhalb der Punkteränge                          |
| Violett  | DNF                | Rennen nicht beendet (did not finish)                            |
| Violett  | NC                 | nicht klassifiziert (not classified)                             |
| Rot      | DNQ                | nicht qualifiziert (did not qualify)                             |
| Rot      | DNPQ               | in Vorqualifikation gescheitert (did not pre-qualify)            |
| Schwarz  | DSQ                | disqualifiziert (disqualified)                                   |
| Weiß     | DNS                | nicht am Start (did not start)                                   |
| Weiß     | WD                 | zurückgezogen (withdrawn)                                        |
| Hellblau | PO                 | nur am Training teilgenommen (practiced only)                    |
| Hellblau | TD                 | Freitags-Testfahrer (test driver)                                |
| ohne     | DNP                | nicht am Training teilgenommen (did not practice)                |
| ohne     | INJ                | verletzt oder krank (injured)                                    |
| ohne     | EX                 | ausgeschlossen (excluded)                                        |
| ohne     | DNA                | nicht erschienen (did not arrive)                                |
| ohne     | C                  | Rennen abgesagt (cancelled)                                      |
| ohne     | keine WM-Teilnahme |                                                                  |
| sonstige | P/fett             | Pole-Position                                                    |
| sonstige | 1/2/3/4/5/6/7/8    | Punktplatzierung im Sprint-/Qualifikationsrennen                 |
| sonstige | SR/kursiv          | Schnellste Rennrunde                                             |
| sonstige | *                  | nicht im Ziel, aufgrund der zurückgelegten Distanz aber gewertet |
| sonstige | ()                 | Streichresultate                                                 |
| sonstige | unterstrichen      | Führender in der Gesamtwertung                                   |

### Le-Mans-Ergebnisse
| Jahr | Team                       | Fahrzeug               | Teamkollege    | Platzierung | Ausfallgrund |
| ---- | -------------------------- | ---------------------- | -------------- | ----------- | ------------ |
| 1964 | North American Racing Team | Ferrari 250LM          | David Piper    | Ausfall     | Ölpumpe      |
| 1965 | North American Racing Team | Ferrari 250LM          | Masten Gregory | Gesamtsieg  |              |
| 1966 | F.R. English Ltd.          | Ford GT40              | Innes Ireland  | Ausfall     | Motorschaden |
| 1967 | Porsche System Engineering | Porsche 907/6 Langheck | Gerhard Mitter | Ausfall     | Nockenwelle  |

### Einzelergebnisse in der Sportwagen-Weltmeisterschaft
| Saison | Team                      | Rennwagen                           | 1   | 2   | 3   | 4   | 5   | 6   | 7   | 8   | 9   | 10  | 11  | 12  | 13  | 14  | 15  | 16  | 17  | 18  | 19  | 20  |
| ------ | ------------------------- | ----------------------------------- | --- | --- | --- | --- | --- | --- | --- | --- | --- | --- | --- | --- | --- | --- | --- | --- | --- | --- | --- | --- |
| 1964   | Gotfrid Köchert NART      | Ferrari 250LM                       | DAY | SEB | TAR | MON | SPA | CON | NÜR | ROS | LEM | REI | FRE | CCE | RTT | SIM | NÜR | MON | TDF | BRI | BRI | PAR |
| 1964   | Gotfrid Köchert NART      | Ferrari 250LM                       |     |     |     |     |     |     | DNF |     | DNF |     |     |     |     |     |     |     |     |     |     |     |
| 1965   | Porsche NART              | Porsche 904 Ferrari 250LM           | DAY | SEB | BOL | MON | MON | RTT | TAR | SPA | NÜR | MUG | ROS | LEM | REI | BOZ | FRE | CCE | OVI | NÜR | BRI | BRI |
| 1965   | Porsche NART              | Porsche 904 Ferrari 250LM           |     |     |     |     |     |     |     |     | 3   |     |     | 1   |     |     |     |     |     |     |     |     |
| 1966   | NART Porsche English Ltd. | Ferrari 250LM Porsche 906 Ford GT40 | DAY | SEB | MON | TAR | SPA | NÜR | LEM | MUG | CCE | HOK | SIM | NÜR | ZEL |     |     |     |     |     |     |     |
| 1966   | NART Porsche English Ltd. | Ferrari 250LM Porsche 906 Ford GT40 | 9   |     |     |     |     | DNF | DNF |     |     |     |     |     | 9   |     |     |     |     |     |     |     |
| 1967   | Porsche Jochen Rindt      | Porsche 906 Porsche 910 Porsche 907 | DAY | SEB | MON | SPA | TAR | NÜR | LEM | HOK | MUG | BRH | CCE | ZEL | OVI | NÜR |     |     |     |     |     |     |
| 1967   | Porsche Jochen Rindt      | Porsche 906 Porsche 910 Porsche 907 | DNF |     | 3   |     |     |     | DNF |     |     | 11  |     | 10  |     |     |     |     |     |     |     |     |

## Film
- Jochen Rindts letzter Sommer – Ein Toter wird Weltmeister. Dokumentarfilm von Eberhard Reuß. Deutschland 2010.[10]
- Jochen Rindt lebt. Dokumentation von Christian Giesser. Deutschland.[11]